# Cochylis aestiva
Cochylis aestiva är en fjärilsart som beskrevs av Walsingham 1900. Cochylis aestiva ingår i släktet Cochylis och familjen vecklare. Inga underarter finns listade i Catalogue of Life.